# Åsta Gudbrandsdatter
Åsta Gudbrandsdatter (circa 975/980 - circa 1020/1030) a fost prin prima sa căsătorie cu Harald Grenske (Grenski), mama regelui Olaf al II-lea al Norvegiei, devenit sfântul protector al Norvegiei, ce a trăit între (995-1030, domnind din 1015 până în 1028). 
Din a doua căsătorie cu Sigurd Syr, l-a avut pe Harald al III-lea al Norvegiei, despre care povestește Heimskringla și cunoscut și ca Harald Hardråde (1015-1066, domnie: 1047 - 1066). 
Tatăl Åstei a fost Gudbrand Kula din Oplandene, după cum povestesc saga-urile. Se poate ca Åsta sa fi fost botezată la Ringerike de către Olav Tryggvason, in preajma anului 998.
Saga-urile spun că Åsta și Sigurd Syr au avut următorii copii:
1. Guttorm, cel mai vârstnic
2. Gunnhild
3. Halfdan
4. Ingerid
5. Harald Hardrade, viitor rege